# Troyes
Troyes je grad u sjeveroistočnoj Francuskoj. Troyes je upravno središte departmana Aube koji se nalazi u Pokrajina Grand Est. Prema popisu stanovništva iz 2016. Troyes je imao 61,988 stanovnika s gustoćom naseljenosti od 4700 stanovnika po kilometru2.

## Zemljopis
Troyes leži u dolini gdje počinje plovidba na rijeci Seinei. 

## Poznate osobe
- Urban IV., papa
- Margareta Bourgeoys, svetica
- François Girardon, kipar
- Édouard Herriot, političar, bivši premijer Francuske
- Salomon ben Isaak (Raši), judaist i bibličar
- Pierre Mignard, slikar
- Hugo de Payens, osnivac templarskog reda
- Pierre Pithou, pisac
- Djibril Sidibé, nogometaš
- Jean Tirole, ekonomist, dobitnik Nobelove nagrade za ekonomiju
- Chrétien de Troyes, truver

## Vanjske poveznice
Službena web stranica grada (fr.)